# Númides

Mapa de Numidia cap al, que mostra els regnes de Sífax i Gaia (pare de Masinissa).

Els númides (llatí: Numidae) eren unes tribus seminòmades amazigues que vivien a Numídia, l'actual Algèria, a l'est de Constantina i a part de Tunísia i Marroc. Els númides van ser un dels primers pobles que van comerciar amb els colons de Cartago. A mesura que Cartago va anar creixent, la relació amb els númides va florir. L'exèrcit cartaginès va utilitzar als númides com a mercenaris. Numídia va proporcionar part de la cavalleria de més alta qualitat de la Segona Guerra Púnica, i la cavalleria númida va tenir un paper principal en una sèrie de batalles, al principi en suport d'Aníbal però després van canviar les aliances i lluitaren amb la República Romana.
Eren el poble autòcton del regne de Numídia. Van tenir com a capital Cirta (l'actual Constantina (Algèria)). Amazics sedentaris o seminòmades, els númides també foren anomenats maurusis númides (maurusii numidae o també mausi) i es dividien en diferents tribus; les de la part oriental eren els massils i els occidentals els massesils, que ocupaven fins al riu Mulucha.

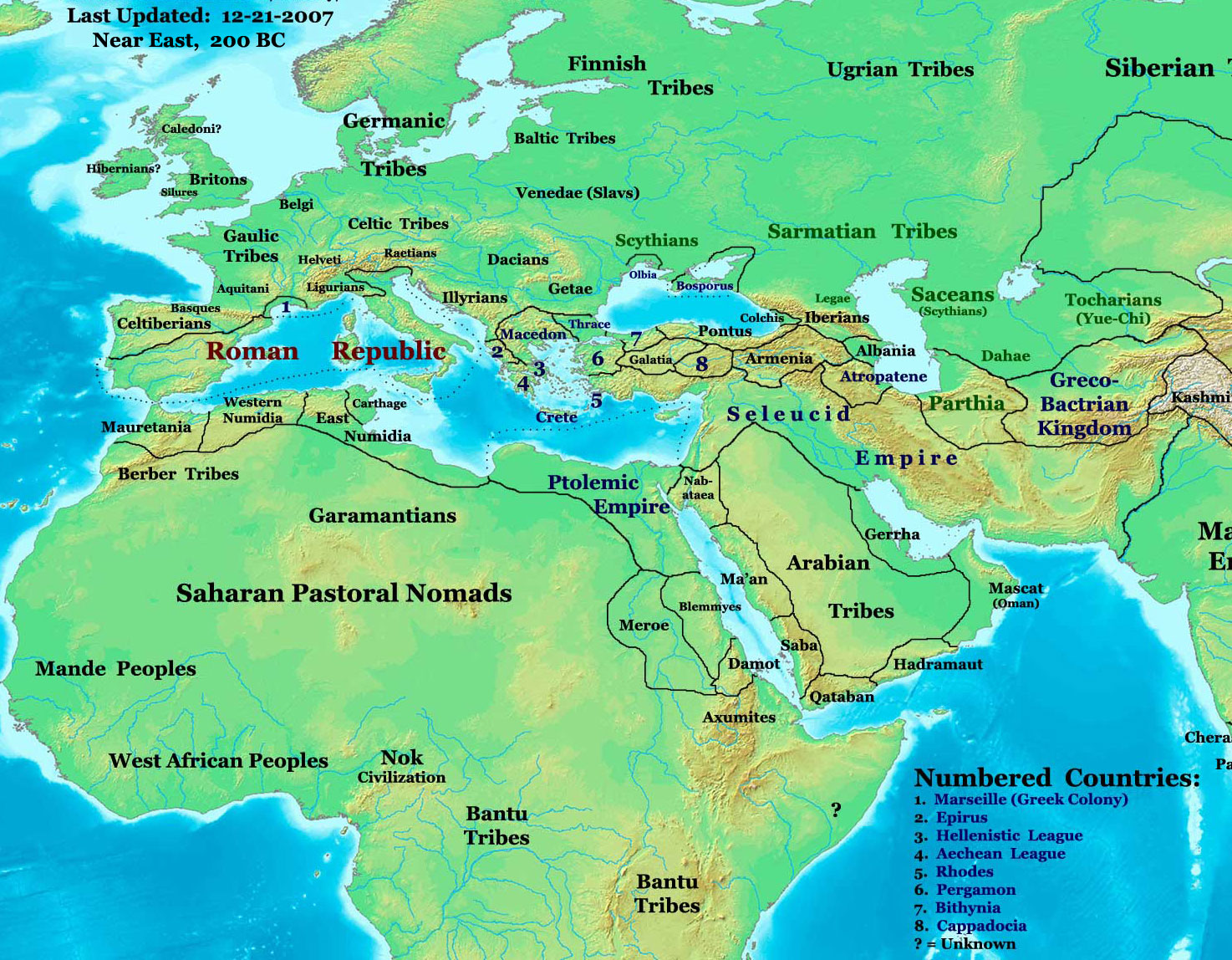
Fronteres de l'Antic Món en 200 BC, mostrant la frontera dels regnes númides després de la Segona Guerra Púnica.

Una etimologia popular grega diu que el nom de númida ve del grec νομάς 'nòmada', però la realitat sembla al revés: del nom dels númides els grecs van crear l'adjectiu referit a la naturalesa no sedentària. Sembla que els númides parlaven una llengua amaziga. Sentien gran passió pels cavalls i tenien reputació com a genets; van servir als exèrcits cartaginesos. La seva religió era animista i politeista.

## Les Guerres Púniques
Durant la Segona Guerra Púnica, Sifax era el cap de la major tribu númida, els massesils. L'any 213 aC Sífax va posar fi a la seva aliança amb Cartago. En 208 aC es va unir a ells de nou després de casar-se amb Sofonisba, filla d'Hasdrúbal Giscó.
Sífax va intentar que arribessin a un acord de pau Hannó el Gran i Publi Corneli Escipió després que els romans arribessin a Àfrica. Amb l'ajuda de Massinissa, les tropes de Publi Escipió van incendiar el campament de Sífax.
Publi Escipió va col·locar Massinissa a càrrec de gran part de l'anterior territori de Sífax en reconeixement de l'ajuda que Massinissa li havia prestat davant Cartago. Després de la segona guerra púnica, Massinissa va començar a unir les tribus. Massinissa volia reunir a les tribus nòmades en una nació unida amb una indústria agrícola.
El tractat de pau entre Cartago i Roma impedia a Cartago enredar-se en guerres sense el permís de Roma. Massinissa va explotar el tractat apropiant-se de terra cartaginesa. Va usar diversos trucs per fer-se amb nous territoris, inclosa l'afirmació que Cartago estava reconstruint la seva armada tot i  que el tractat amb Roma li ho prohibia. Roma contínuament es pronunciava a favor de Massinissa. Quan Cartago va demanar una apel·lació, Cató el Censor va ser enviat amb una comissió a intervenir un arranjament. La comissió va insistir que ambdues parts acceptessin per endavant la seva decisió final. Massinissa va estar conforme, però a causa que les decisions romanes prèvies havien estat desfavorables, Cartago la va rebutjar. Cató havia servit en les legions romanes durant la segona guerra púnica. El rebuig de Cartago a acceptar la comissió el va convèncer que calia una Tercera Guerra Púnica. Cató va pronunciar una sèrie de discursos en el Senat i tots ells acabaven amb "Ceterum censeo Carthaginem esse delendam" (Més encara, aconsello que Cartago sigui destruïda).
Un grup de senadors cartaginesos van donar suport a un tractat de pau amb els númides. Aquest grup tenia la majoria, en part a causa que la població cartaginesa no volia sotmetre's a un poble que havien dominat tradicionalment. Al final els pronúmides van ser exiliats. En exiliar-se van acudir a Massinissa a la recerca d'ajuda. Massinissa va enviar dos (dels seus quaranta-quatre) fills a demanar que els pronúmides poguessin tornar. Cartaló, que encapçalava un grup democràtic que estava en contra de l'acord amb els númides, va bloquejar la seva entrada. Hamílcar el Samnita, un altre dirigent del mateix grup, va enviar a una partida a atacar als fills de Massinissa.
Massinissa va enviar una força a assetjar la ciutat cartaginesa d'Oroscopa, però va ser rebutjada per un exèrcit cartaginès que manava Hasdrúbal el Boetarca. Entre els capturats pels vencedors del xoc estaven dos dels fills de Massinissa. Això es va convertir en l'excusa final perquè Roma ataqués Cartago.
L'any 149 aC, Massinissa va morir de vell. La seva mort va ocórrer durant la tercera guerra púnica. Escipió Africà va fer dividir el territori de Massinissa entre tres dels seus fills, frustrant així la pretensió de Massinissa de forjar una nació unificada, de la mateixa manera que l'imperi d'Alexandre havia estat dividit a la seva mort.